# CPC Corporation

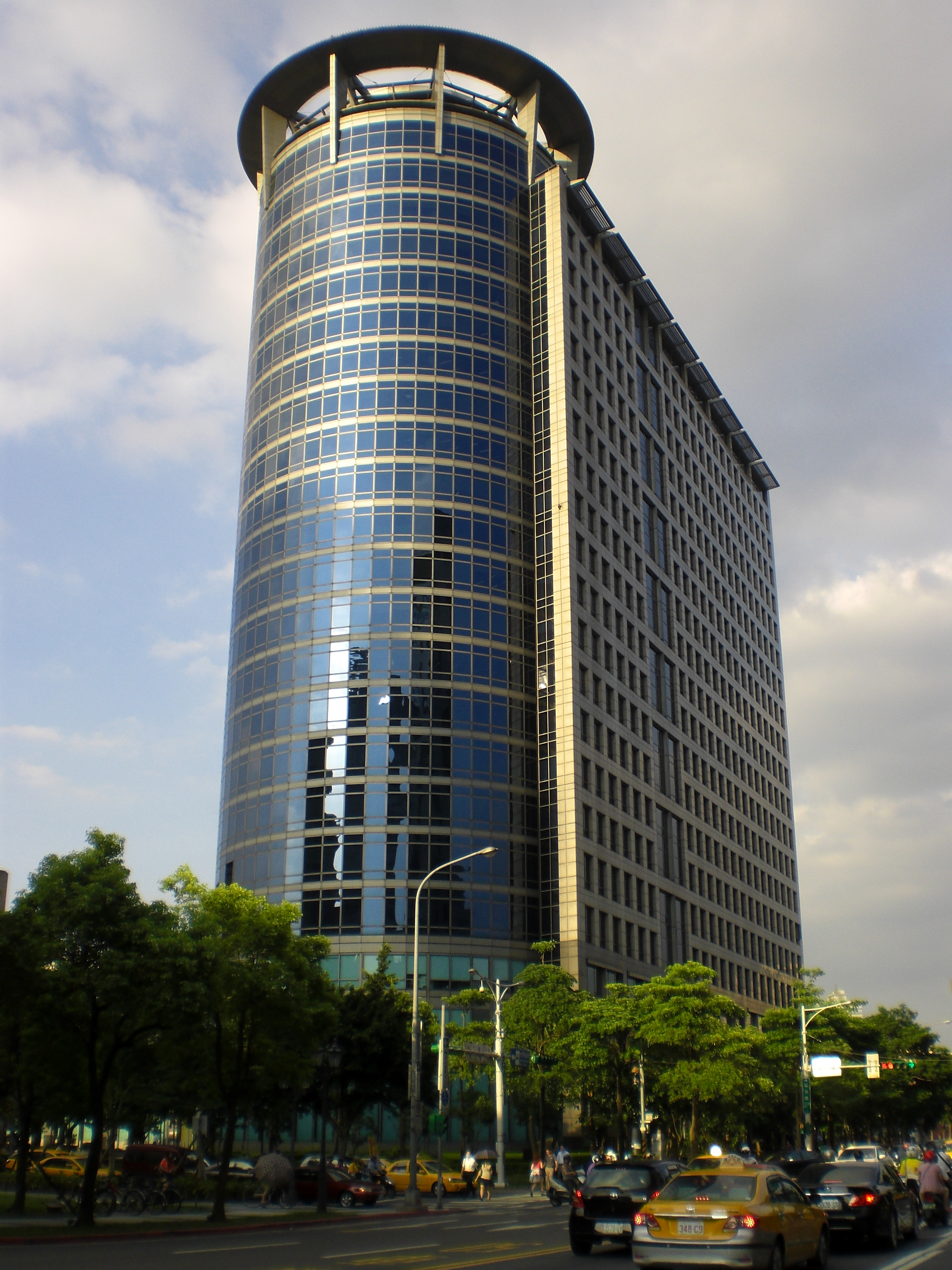
Prédio da CPC

CPC Corporation, Taiwan (em chinês: 台灣中油, lit. China Taiwan Petróleo) é uma companhia petrolífera estatal de Taiwan.

## História
A companhia foi estabelecida em 1946 em Taipé.